# TLR5
TLR5(또는 톨유사수용체5, Toll-like receptor 5)는 TLR5 유전자에 의해 발현되는 단백질로, 유형인식수용체의 일종이다. 세균 편모의 단위 단백질인 플라젤린를 인식하여 활성화된다.